# Anastrepha fernandezi
Anastrepha fernandezi är en tvåvingeart som beskrevs av Caraballo 1985. Anastrepha fernandezi ingår i släktet Anastrepha och familjen borrflugor. Inga underarter finns listade i Catalogue of Life.